# Se io fossi onesto
Se io fossi onesto è un film del 1942 diretto da Carlo Ludovico Bragaglia.

## Trama
L'ingegnere minerario Pietro Kovach, con tre lauree ma spiantato e disoccupato, accetta di scontare per un compenso di 10.000 lire tre mesi di prigione a nome del barone Paolo Vareghi. Diciotto giorni prima dei termini arriva però un'amnistia e Demetrio, su suggerimento della figlia Clara, si reca nel penitenziario per far visita al nipote, che non vede da quando questi aveva sei anni, per perdonarlo, dargli ospitalità e aiutarlo economicamente.
Pietro vorrebbe spiegare tutto ponendo fine alla farsa ma Vittorio, maggiordomo di Paolo, lo dissuade. In casa di Demetrio Vareghi il conte Stefano, con toni entusiastici, parla al "nipote" di un libro sulle ricerche petrolifere che ha suscitato in lui un interesse tale da indurlo a cercare di rintracciare l'autore, l'ingegner Pietro Kovach, per fruire dei suoi servizi.
Clara, che si sta innamorando del "cugino", non sopporta che il suo nome sia stato infangato, per cui vorrebbe chiedere la revisione del processo per cancellare quella macchia dal suo nome, ignara dei rischi a cui Pietro andrebbe incontro qualora tali tentativi andassero in porto. Intanto Paolo, rifugiatosi in campagna col nome di Pietro Kovach, viene raggiunto dallo zio, che però crede di parlare con l'ingegnere, per chiedergli di sondare se in un terreno incolto ed abbandonato, c'è il petrolio. Condotto in casa Paolo incontra Pietro, qui i due si chiariscono, ma continuano a reggere le loro parti. Il giorno dopo l'"ingegnere", valutato il terreno a modo suo, consiglia il conte di acquistarlo per 30.000 lire. Saputo che il padre ha progettato di mandare a Sydney "nipote" e maggiordomo, Clara raggiunge suo "cugino" per vederlo prima che parta, e a questo punto viene a sapere tutta la verità. Indispettita per l'inganno, scappa via. Intanto il vecchio barone, ritenendo che l'acquisto del terreno sia una truffa, manda a chiamare Kovach, ma non lo trova, così ne chiede l'arresto.
Pietro, tornato a casa propria deluso per l'abbandono di Clara, viene condotto di nuovo in carcere, stavolta col suo vero nome. Ma sotto quel terreno il petrolio c'è davvero. Clara allora spiega al padre la sostituzione di persona: non resta che far uscire di carcere Pietro, a cui viene offerta anche la direzione dei lavori di estrazione.

## Produzione
Il film è stato girato negli stabilimenti S.A.Titanus-Farnesina su pellicola Agfa con registrazione sonora R.C.A. Photophone.

## Critica
(Diego Calcagno)